# Special Olympics World Winter Games 2013

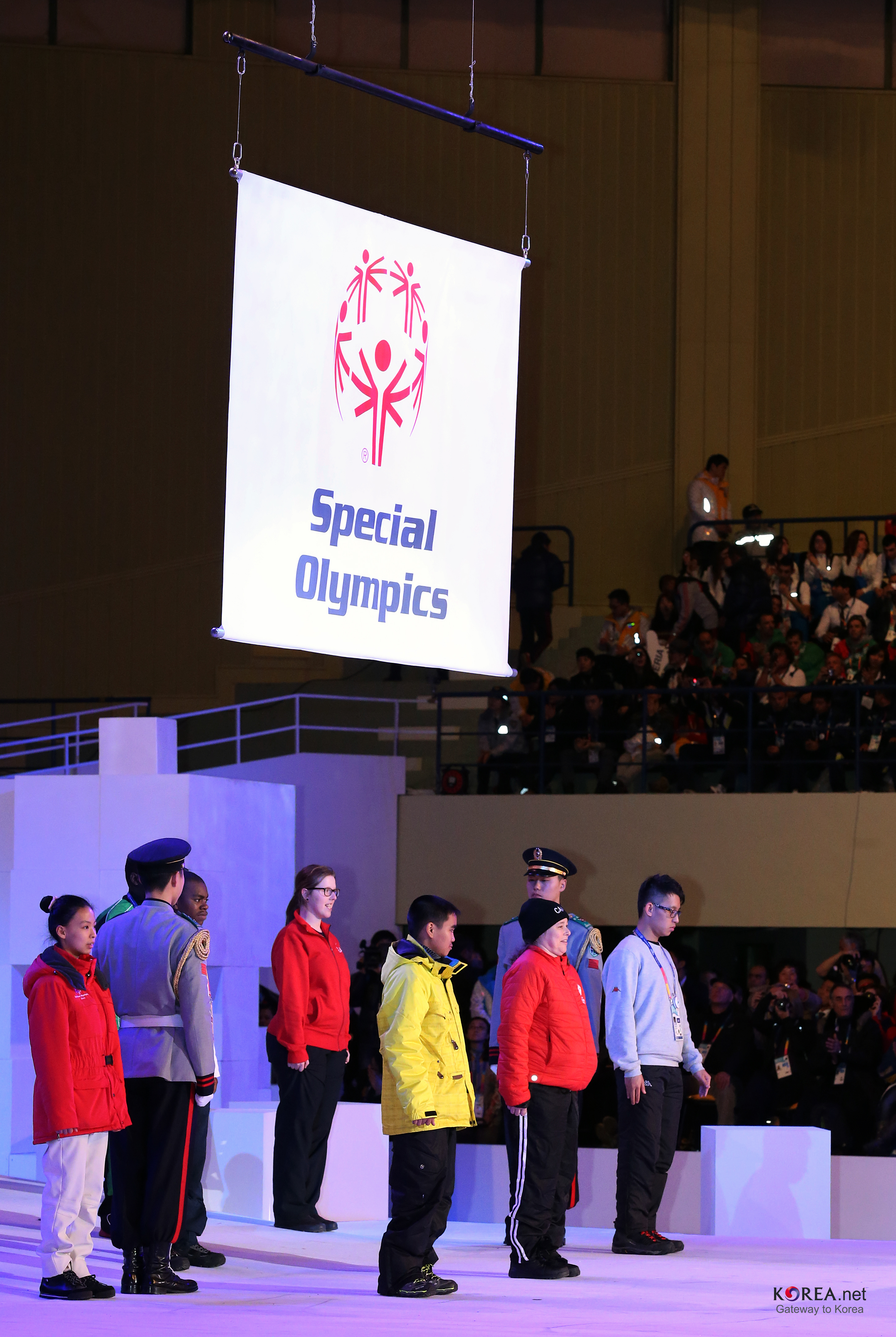
Eröffnungszeremonie der Special Olympics World Winter Games 2013 im Pyeongchang Dome mit Special-Olympics-Flagge

Die 10. Special Olympics World Winter Games fanden vom 29. Januar bis 5. Februar 2013 in Pyeongchang in Südkorea statt.

## Vergabe
Korea nahm bereits seit 1978 an den Special Olympics World Summer Games teil. Die Provinz Gangwon-do, die die Bewerbung für die Olympischen Winterspiele vorangetrieben hatte, beschloss, sich auch als Austragungsort für die Special Olympics zu bewerben, und reichte eine Bewerbung beim Special Olympics Committee (SOI) ein. Das Inspektionsteam von SOI führte die erste Inspektion von Pyeongchang im September 2008 und die zweite Inspektion im Februar 2010 durch. Außer Korea bewarben sich auch Österreich und Italien.
Nachdem die Regierung die Bewerbung für die Winter Special Olympics in Pyeongchang im Juni 2010 genehmigt hatte, wurde das Organisationskomitee gegründet. Als Organisator fungierte die konservative Politikerin Na Kyung-won, die maßgeblich an der Ausrichtung der Spiele beteiligt war. Das für die Veranstaltung erforderliche Gesamtbudget belief sich auf 43 Milliarden Won, wovon 30 % von der Regierung und 10 % von der Provinz Gangwon-do beigesteuert wurden. Die Ticketpreise wurden unabhängig von der Veranstaltung auf 10.000 Won festgelegt, sodass die Einnahmen aus dem Ticketverkauf nur einen kleinen Teil des Gesamtbudgets decken konnten. Aufgrund seines geringen kommerziellen Potenzials im Vergleich zu den Olympischen Spielen wurden die Special Olympics World Winter Games von Unternehmen und dem Privatsektor unterstützt. Mehrere berühmte Persönlichkeiten traten als PR-Botschafter auf, darunter die „Eiskunstlaufkönigin“ Yuna Kim, die den Gedanken von Special Olympics unterstützt, und Guus Hiddink, der Trainer der Fußballnationalmannschaft war und in Südkorea sehr beliebt ist. Darüber kamen mehr als 5.000 Personen zusammen, um Freiwillige für diesen Wettbewerb zu rekrutieren.
Am 15. September 2010 gab das Internationale Special Olympic Committee offiziell bekannt, dass Pyeongchang, Südkorea, als Gastgeber der Winter Special Olympics 2013 ausgewählt wurde. An der Unterzeichnungszeremonie nahmen Na Kyung-won als Vorsitzende des Vorbereitungskomitees der Special Olympics World Winter Games 2013 teil und Nadia Comaneci, Olympiasiegerin und Vizepräsidentin des International Special Olympisches Komitee. Anwesend waren außerdem der Minister für Kultur, Sport und Tourismus, Yoo In-chon, der Gouverneur von Gangwon-do, Lee Kwang-jae und der Gouverneur von Kalifornien, Arnold Alois Schwarzenegger. Anwesend waren auch der Direktor des Board of Directors (BOD) des Special Olympic Committee, Bart Conner, die Schauspielerin Zhang Ziyi, Botschafterin der Veranstaltung, Yoon-jin Kim, eine zur Botschafterin der Veranstaltung ernannte Schauspielerin und Woo-jeong Woo, Präsident des Korea Special Olympic Committee.
Die Eröffnungszeremonie im Yongpyong Dome am 29. Januar 2013 wurde vom Filmmusikkomponisten und Gitarristen Lee Byung-woo gestaltet. Ziel war, in der Zeremonie eine Vision von einer Welt zu entwerfen, in der alle ihren Platz haben.

## Sportarten und Wettkampfstätten

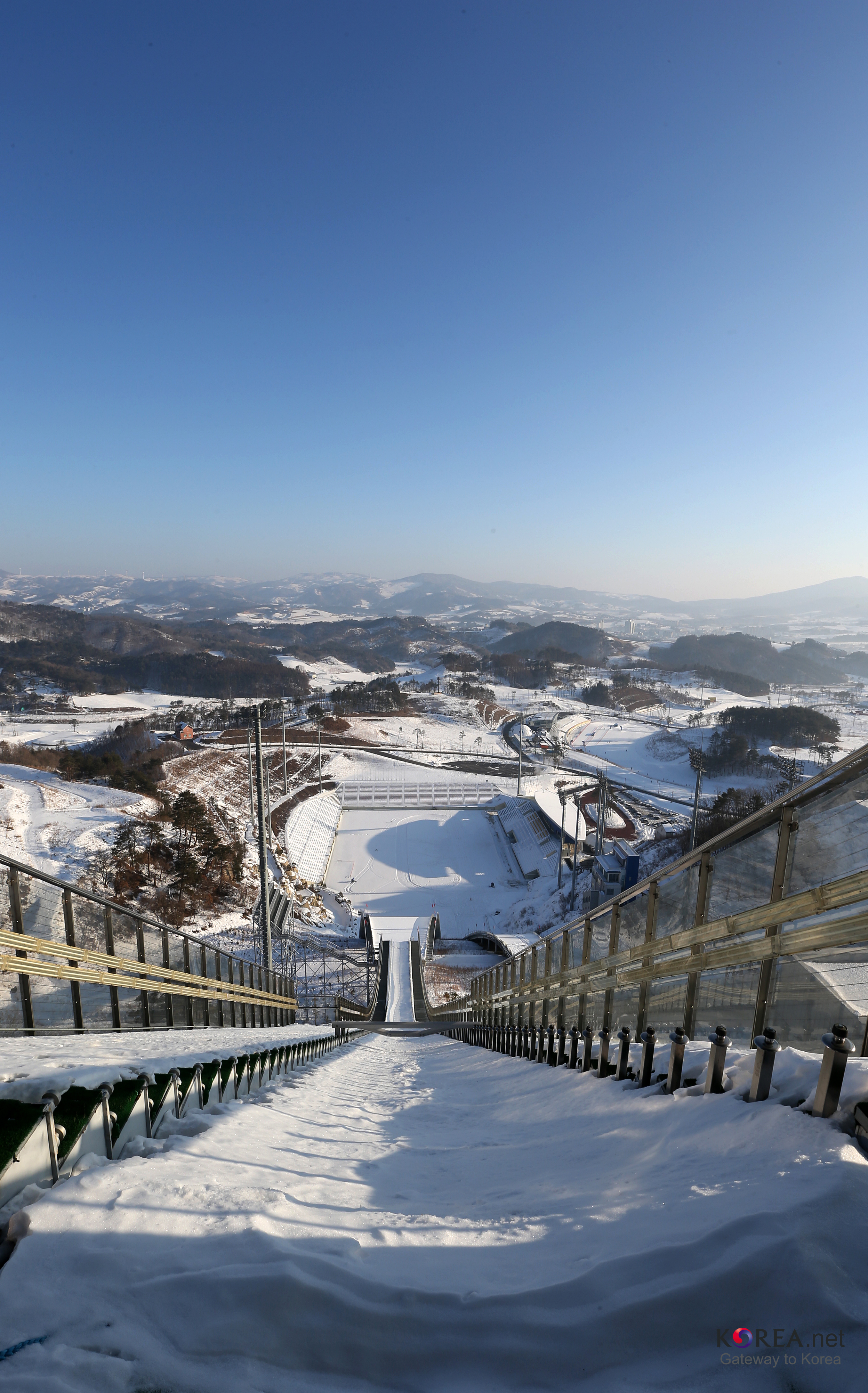
Austragungsort Pyeongchang

Bei der Veranstaltung waren sieben Sportarten und 59 Untersportarten vertreten:
- Eiskunstlauf
- Eisschnelllauf
- Hallenhockey
- Schneeschuhlaufen
- Ski Alpin
- Ski Nordisch (Skilanglauf/Langlaufen)
- Snowboard

Hallenhockey wurde als offizielle Sportart angenommen, obwohl es sich um Winterspiele handelte. Es wurde geschaffen, um geistig beeinträchtigten Menschen aus tropischen Ländern eine Teilnahmemöglichkeit zu geben, in denen man keinen Winter kennt.
Austragungsorte der Spiele waren neben Pyeongchang:
- Yongpyong Ski Resort, Alpinski
- Gangneung Indoor Ice Rink, Eiskunstlauf und Zeremonien
- Alpensia Resort, übrige Wettbewerbe

## Teilnehmer
An den Special Olympics World Winter Games 2013 nahmen gemäß den Quellen 2.300 bis 3.300 Athleten aus 111 Nationen teil. Hinzu kamen etwa 15.000 Angehörige, Freiwillige und Trainer. 170.000 Zuschauer verfolgten die Wettkämpfe.
Es gingen 71 deutsche Athleten aus acht Bundesländern in sieben Sportarten an den Start. Die deutsche Delegation gewann 83 Medaillen, davon 30 Gold- und 30 Silbermedaillen.

## Programm

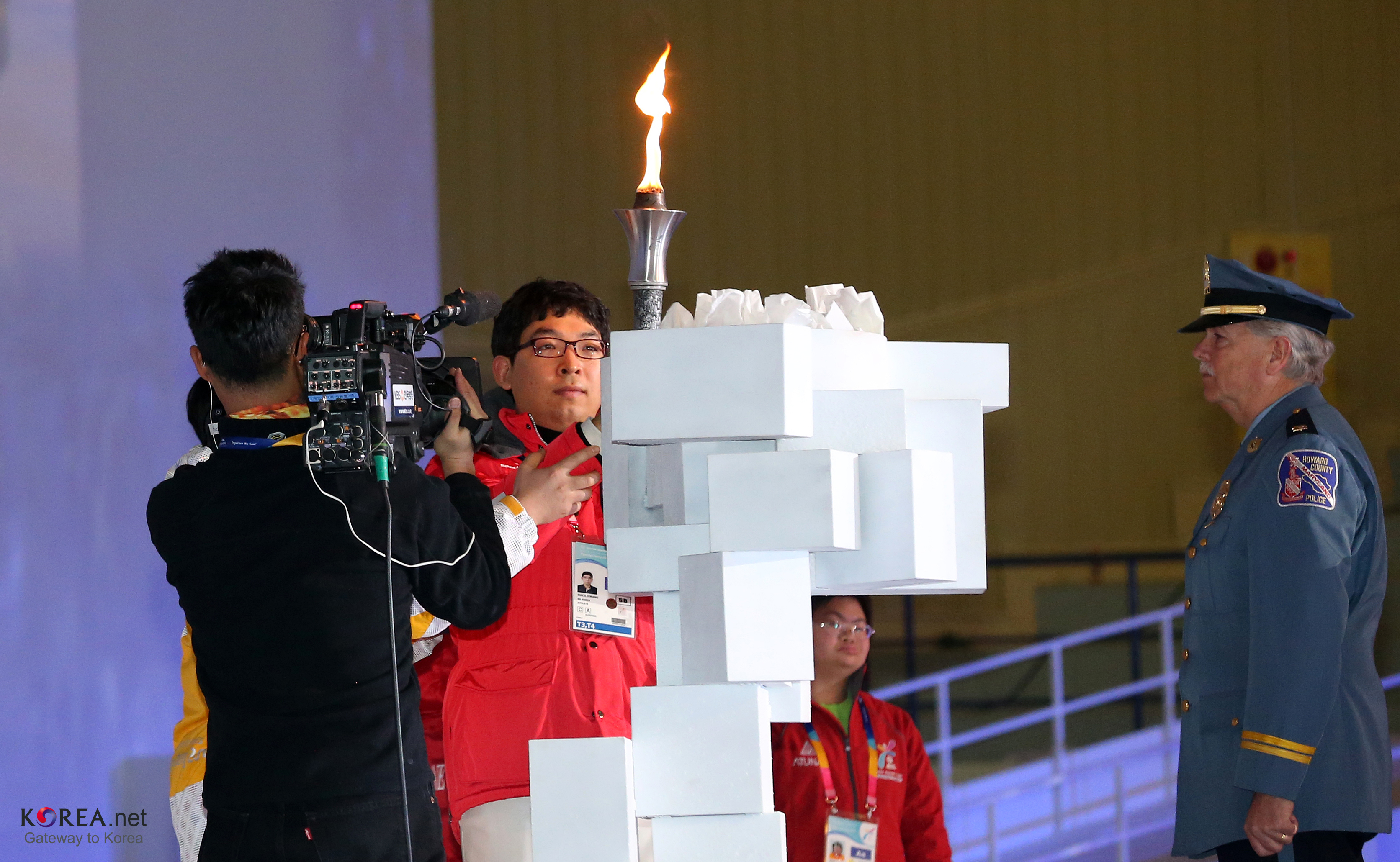
Entzündung des olympischen Feuers

Einer der Höhepunkte der Eröffnungsfeier war eine Eiskunstlaufperformance: Ein Schneemann, der einen geistig beeinträchtigten Menschen darstellte, überwand durch die Liebe seiner Familie alle Vorurteile. Er wurde vom 17-jährigen Eiskunstläufer Kam Kang-chan verkörpert.
Danach entzündete der Snowboarder Hwang Suk-il das olympische Feuer.
Im Rahmen der Spiele fand auch der erste Special Olympics Weltentwicklungsgipfel statt (Special Olympics Global Development Summit). Vertreter von Regierungen, Menschenrechtsaktivisten und führende Persönlichkeiten aus Sport und Wirtschaft kamen zusammen, um nach Wegen zu suchen, den Kreislauf von Armut und Ausgrenzung von Menschen mit geistiger Beeinträchtigung zu beenden.

## Motto und Maskottchen

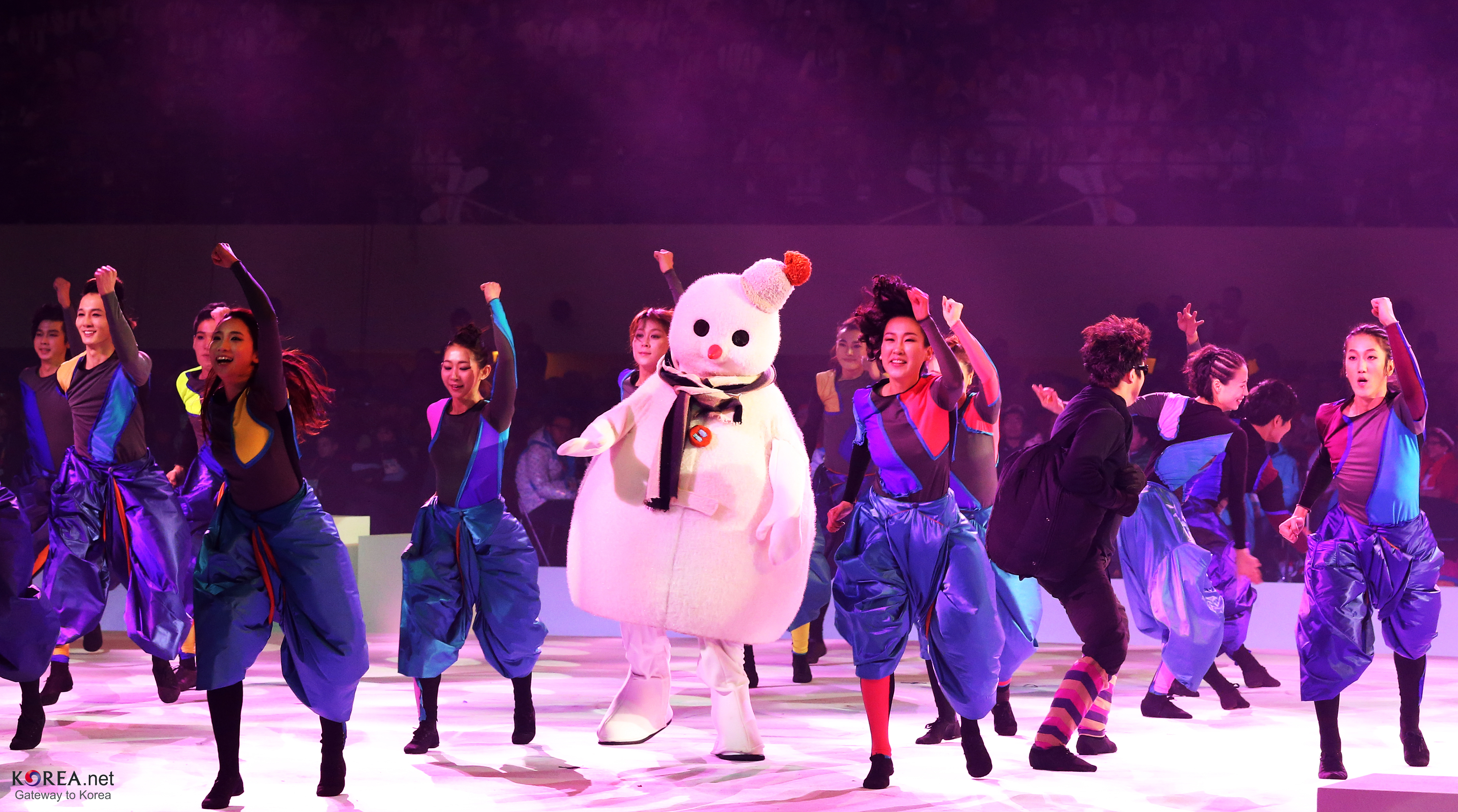
Eröffnungszeremonie der Special Olympics World Winter Games 2013 im Pyeongchang Dome

Das Motto lautete Together We Can.
Maskottchen waren Ra, In und Bow.

## Nachwirkung
Im Januar 2018 wurde zum 5. Jahrestag der erfolgreichen Ausrichtung der Special Olympics World Winter Games 2013 in Pyeongchang von Special Olympics Korea eine Zeremonie abgehalten. Verknüpft wurde diese mit dem Ausblick auf die Olympischen und Paralympischen Winterspiele 2018 in Pyeongchang. Teilnehmer waren unter anderem Heung-gil Koh, Präsident von Special Olympics Korea, Ehrenvorsitzende von Special Olympics Korea (ehemaliger Vorsitzender des Organisationskomitees der Special Olympics World Winter Games 2013 in Pyeongchang), Byeong-su Lim, ehemaliger Generalsekretär des Organisationskomitees der World Winter Games in Pyeongchang 2013, Yong-jik Kim, Präsident der Korea Autism Association und Kwi-hee Bang von Korean Disabled Arts.